# Idioma ruso
El idioma ruso  (ру́сский язы́к, russki yazykⓘ) es una lengua indoeuropea de la rama eslava oriental. Es idioma oficial en Rusia, Bielorrusia, Kirguistán, Kazajistán; de amplio uso en el este y sur de Ucrania, siendo un idioma regional reconocido en algunas regiones y ciudades del sur y este del país, así como oficial en las repúblicas separatistas de Donetsk y Lugansk. También es oficial en las repúblicas separatistas de Abjasia y Osetia del Sur en Georgia. Tiene un amplio uso en Estonia y Letonia (cuyas poblaciones están compuestas entre un cuarto y un tercio por rusoparlantes) y de facto oficial en Transnistria (región de Moldavia). Además, es uno de los seis idiomas oficiales de la Organización de las Naciones Unidas. Es hablado también por importantes sectores de la población de las otras naciones alguna vez pertenecientes a la Unión Soviética.
Es el más hablado entre los idiomas eslavos y figura entre los 10 idiomas más hablados del mundo por número de hablantes totales, situándose con sus 273 millones en octava posición según el Ethnologue del año 2022.

## Aspectos históricos, sociales y culturales

### Distribución geográfica
El ruso se habla principalmente en Rusia, Bielorrusia, Ucrania, Kazajistán, Kirguistán y, en menor medida, en los otros países que constituyeron la URSS y Mongolia. Hasta 1917, fue el único idioma oficial del Imperio ruso. Desde el periodo soviético, fluctúa la actitud frente a las lenguas de las otras etnias. Aunque cada una de las repúblicas soviéticas tenía su propia lengua oficial, el prestigio superior fue reservado para el ruso. Después de la desintegración en 1991, las naciones nuevamente independientes han promovido sus lenguas nativas. Esto ha fomentado la disminución del conocimiento del ruso por algunas naciones, aunque permanece como idioma de intercambio político y económico en la región.

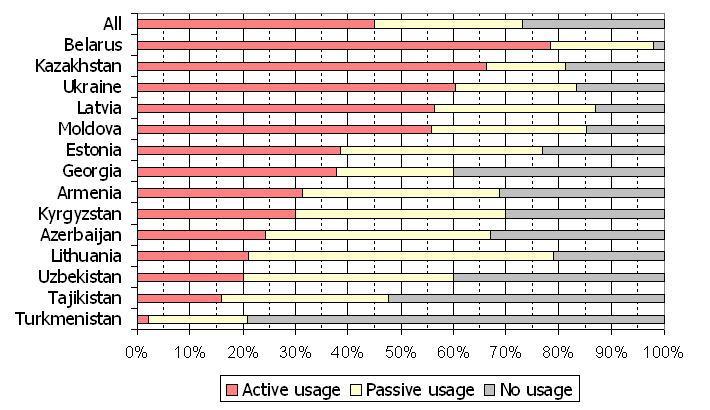
Competencia de ruso en los países de la antigua URSS, 2004.

En Letonia su reconocimiento oficial y su legalidad en las aulas ha sido un tema de debate importante en un país donde más de un tercio de la población habla ruso, sobre todo entre los que migraron desde la RSFS de Rusia, RSS de Bielorrusia y RSS de Ucrania tras la ocupación de Letonia por la Unión Soviética. De manera similar, en Estonia los inmigrantes de la época soviética y sus descendientes constituyen aproximadamente la cuarta parte de la población actual. En cuanto a Lituania, una población mucho menor rusoparlante ha sido asimilada tras la independencia y actualmente representa menos de una décima parte de la población total del país. No obstante, a diferencia de sus países vecinos, la minoría rusa y los rusoparlantes lituanos tienen asegurada la enseñanza del idioma en el país.
En el siglo XX, el ruso fue enseñado a menudo en las naciones comunistas del antiguo Pacto de Varsovia y en otros países satélites, como Polonia, Bulgaria y, Checoslovaquia. No obstante las generaciones más jóvenes no lo dominan, ya que el ruso no es obligatorio en su sistema educativo.
En Finlandia es hablado por la minoría rusa residente en el país y está muy extendido en localidades situadas cerca de la frontera con Rusia.
En Israel viven unos 750 000 inmigrantes judíos de la antigua URSS y, la prensa israelí frecuentemente realiza publicaciones en ruso. También en Norteamérica y Europa Occidental, hay cientos de miles de personas de habla rusa. En general, los descendientes de los emigrantes pierden el habla rusa antes de la cuarta generación. Las comunidades rusoparlantes en Europa occidental totalizan aproximadamente 3 millones.
Antiguamente los descendientes de emigrantes rusos tendían a perder el lenguaje en la tercera generación.
En la actualidad dada la facilidad de viajar y el acceso a TV y páginas web rusas, es probable que sobreviva más tiempo.
Población aproximada de hablantes de ruso:
| Fuente                                                                      | Hablantes nativos | Posición | Hablantes en total | Posición del total |
| --------------------------------------------------------------------------- | ----------------- | -------- | ------------------ | ------------------ |
| G. Weber, "Top Languages", Language Monthly, 3: 12-18, 1997, ISSN 1369-9733 | 160 000           | 7        | 285 000            | 4                  |
| SIL Ethnologue                                                              | 167 000           | 7        | 277 000            | 5                  |

### Oficialidad
El ruso es la lengua oficial de Rusia y una de las lenguas oficiales de Bielorrusia, Kazajistán y Kirguistán, siendo cooficial también en los territorios en disputa de Abjasia, Osetia del Sur, Transnistria y Nueva Rusia.
Es uno de los seis idiomas oficiales de las Naciones Unidas.
La educación en ruso es todavía una opción popular para muchos de los nativos o estudiantes de ruso en muchas de las antiguas repúblicas soviéticas. El 97 % de los estudiantes de educación pública en Rusia, 75 % en Bielorrusia, 41 % en Kazajistán, 24 % en Ucrania, 23 % en Kirguistán, 21 % en Moldavia. La minoría rusa residente en Lituania (el 6,3 % de la población) y los lituanos étnicos rusoparlantes (cifra sin especificar) tienen también el acceso a la enseñanza en ruso.
En marzo de 2014, tras la anexión de Crimea a Rusia, la República de Crimea y la ciudad de Sebastopol adoptaron el ruso, el ucraniano y el tártaro de Crimea como idiomas oficiales.

### Dialectos
| Dialectos del Norte 1. Dialecto de Arjánguelsk 2. Dialecto de Olonets 3. Dialecto de Nóvgorod 4. Dialecto de Viatka 5. Dialecto de Vladímir | Dialectos Centrales 6. Dialecto de Moscú 7. Dialecto de Tver Dialectos del Sur 8. Dialecto de Oriol (Don) 9. Dialecto de Riazán 10. Dialecto de Tula 11. Dialecto de Smolensk |

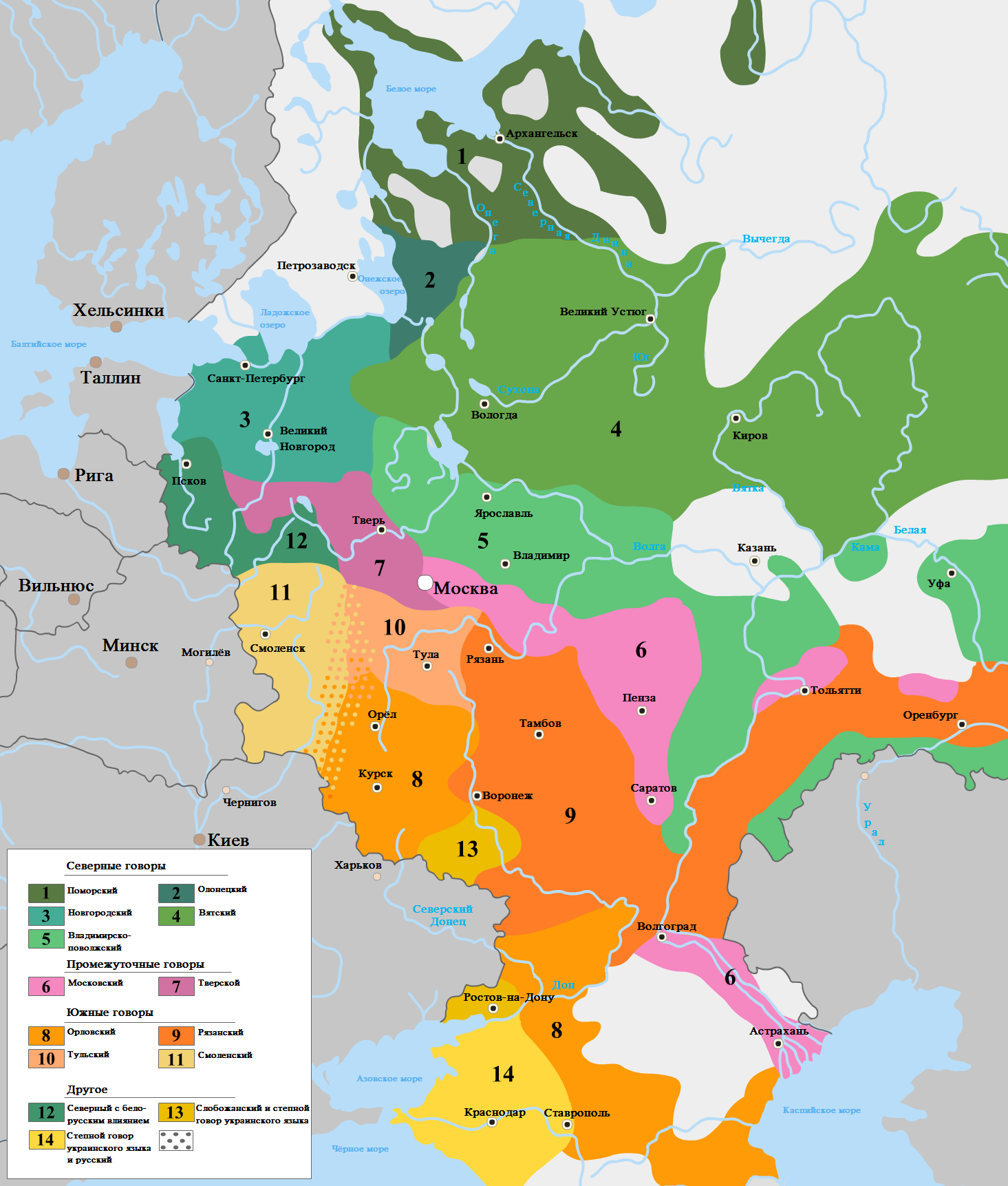
Dialectos del ruso hacia 1915:
Dialectos del Norte
1. Dialecto de Arjánguelsk
2. Dialecto de Olonets
3. Dialecto de Nóvgorod
4. Dialecto de Viatka
5. Dialecto de Vladímir
Dialectos Centrales
6. Dialecto de Moscú
7. Dialecto de Tver
Dialectos del Sur
8. Dialecto de Oriol (Don)
9. Dialecto de Riazán
10. Dialecto de Tula
11. Dialecto de Smolensk
Otros
12. Dialecto ruso del norte con influencia bielorrusa
13. Sloboda y dialectos de estepa de Ucrania
14. Dialecto de estepa ucraniano con influencia rusa

A pesar de la igualación a partir de 1900, especialmente en lo concerniente al vocabulario, existe un gran número de dialectos en Rusia.
Algunos lingüistas dividen los dialectos del ruso en dos grupos regionales principales, el "norteño" y el "sureño", con Moscú como zona de transición entre ambos.
Otros lo dividen en tres grupos: "norteño", "central" y "sureño", con Moscú en el grupo central.
Los dialectólogos reconocen dentro de Rusia docenas de variedades menores.
Los dialectos norteños tienen como característica más notoria la pronunciación clara del fonema /o/ en posiciones átonas –fenómeno denominado ókanye (оканье)–, mientras que en los acentos del centro del país y sureños –incluyendo Moscú– pasa a pronunciarse /ʌ/, ákanye (aканье).
Asimismo, en el acento sureño se palataliza el fonema /t/ en posición final y se aspiran los fonemas /g/, que pasan a ser más similares al fonema /h/.
También son estas características comunes con el ucraniano moderno, lo que indica la influencia entre ambos.
Entre los primeros en estudiar la dialectología rusa estuvo Lomonósov en el siglo XVIII.
En el siglo XIX, Vladímir Dal compiló el primer diccionario que incluía vocabulario dialectal.
El estudio detallado de los dialectos del ruso comenzó a principios del siglo XX.
Destaca el Atlas dialectológico de la lengua rusa (Диалектологический атлас русского языка), publicado en tres volúmenes entre 1986 y 1989, tras cuatro décadas de trabajo.
El idioma estándar está basado en el dialecto moscovita con su característico ákanye (por ejemplo, спасибо –gracias en ruso–, en vez de spasibo, se pronuncia spasiba).
En la localidad de Ninilchik, Alaska, Estados Unidos, existe un grupo de personas de avanzada edad que conservan un dialecto del ruso como su lengua materna, existente del periodo en el que Rusia poseía Alaska. Este dialecto, como características, ha perdido el género neutro y, el femenino ha reducido su uso. Se usan palabras comunes del ruso de Rusia, pero algunas han cambiado su significado. También usan algunas siberianas y provenientes de las lenguas indígenas de Alaska y del inglés.

### Idiomas derivados
- Fenya o Fenka, un argot criminal de origen antiguo, con la gramática rusa pero con vocabulario diferente.
- Súrzhyk es una variedad mixta, mezcla de ucraniano y ruso, hablada en algunas áreas rurales de Ucrania.
- Trasianka es una mezcla de ruso y bielorruso usado por un gran porcentaje de la población rural en Bielorrusia.
- Russenorsk es un pidgin extinto que usaba vocabulario ruso y gramática noruega usado para comunicarse por los rusos y noruegos de Svalbard y la Península de Kola.

### Historia
La historia del ruso puede dividirse en las siguientes etapas:
- Orígenes (Idioma protoeslavo).
- El período de la Rus de Kiev (siglos IX al XI).
- El período del Principado de Vladímir (siglos XII al XIV).
- El período de Moscovia (siglos XV al XVII).
- El período del Imperio ruso (desde el siglo XVIII a inicios del siglo XX).
- Era soviética y época actual (siglo XX a siglo XXI).

Si se juzga por los registros históricos, a comienzos del siglo XI, el grupo que predominaba sobre la mayoría de las modernas Rusia europea, Ucrania y Bielorrusia eran eslavos orientales, que hablaban una serie de dialectos muy relacionados entre sí.
La unificación política de la región en la Rus de Kiev, de la cual tanto Rusia como Ucrania se originan, fue seguida poco después por la cristianización de la Rus de Kiev en 988 y la fundación del antiguo eslavo eclesiástico como la lengua litúrgica y literaria.
Fue en esta época cuando los préstamos y calcos del griego bizantino empezaron a entrar en la lengua vernácula y, simultáneamente el lenguaje literario comenzó a modificarse para asemejarse al antiguo eslavo oriental (véase Literatura rusa).
La diferenciación dialectológica se aceleró tras el inicio del declive de la Rus de Kiev en 1100 así como con la caída del estado medieval tras la invasión mongola en 1240.
Tras el fin del dominio de la Horda de Oro a finales del siglo XIV, el centro político y lingüístico de la Rusia europea se trasladó a Moscú.
Hay algún consenso acerca de que el ruso y ucraniano se pueden considerar idiomas distintos a más tardar desde este período.
Hasta finales del siglo XVII un derivado del eslavo eclesiástico fue el idioma oficial, pero, a pesar de los intentos de normalización, por personajes como Meletius Smotritski (circa 1620), su integridad ya estaba por entonces comprometida por una incipiente literatura secular.
Las reformas políticas de Pedro el Grande fueron acompañadas por una reforma del alfabeto y, se consiguió el objetivo de secularización siguiendo el modelo occidental.
Grandes cantidades de vocabulario especializado se introdujeron en el ruso procedentes de Europa occidental.
En 1800, un número significante de la aristocracia hablaba diariamente francés y, en menor número alemán.
El lenguaje literario moderno se considera que data de la época de Aleksandr Pushkin en el primer tercio del siglo XIX.
La agitación política de principios del siglo XX y los cambios radicales de ideología política dieron al ruso escrito su apariencia moderna tras la reforma ortográfica de 1918.
Las circunstancias políticas y los logros soviéticos en las ramas militar, científica y tecnológica (especialmente en la carrera espacial) dieron al ruso un prestigio internacional, si bien a veces de manera resentida.
Tras la disolución de la Unión Soviética en 1991, la moda por el estilo occidental, las incertidumbres económicas y las dificultades con el sistema educativo, hacen que sea inevitable un rápido cambio en el lenguaje.
El ruso de hoy es una lengua en ebullición.
El año 2007 fue designado Año Internacional de la Lengua Rusa.

## Escritura

### Alfabeto
El ruso es escrito con una versión moderna del alfabeto cirílico, consiste de 33 letras.
La tabla siguiente presenta sus formas mayúsculas, con transcripción del sonido típico de cada letra en el AFI:
| А /a/ | Б /b/ | В /v/ | Г /g/ | Д /d/  | Е /ʲe/ | Ё /ʲo/ | Ж /ʐ/ | З /z/ | И /i/  | Й /j/  |
| К /k/ | Л /l/ | М /m/ | Н /n/ | О /o/  | П /p/  | Р /r/  | С /s/ | Т /t/ | У /u/  | Ф /f/  |
| Х /x/ | Ц /ʦ/ | Ч /ʨ/ | Ш /ʂ/ | Щ /ɕː/ | Ъ /-/  | Ы /ɨ/  | Ь /ʲ/ | Э /ɛ/ | Ю /ʲu/ | Я /ʲa/ |

Hay antiguas letras que han sido abolidas pero que pueden aparecer en algunas ediciones, como ѣ /ě:/ o /e/, і /i/, y ѧ /ja/ o /ʲa/.
Los yers, o signos duro y blando respectivamente ъ y ь originalmente correspondían con los fonemas ultrabreves /ŭ/ y /ĭ/, respectivamente.
Para situaciones o entornos en los que no sea posible emplear el alfabeto cirílico, es habitual el uso de los sistemas de romanización.

### Ortografía
La ortografía del ruso refleja con relativa fidelidad la articulación de los fonemas si bien, como la mayoría de las lenguas vivas, tiene algunos puntos controvertidos e inconsistencias.
La ortografía actual está basada en la Gran Reforma de 1918 y en la codificación final de 1956.
Se propuso un cambio a finales del siglo XX, pero no ha sido bien acogido y finalmente no se ha adoptado.
La puntuación, originalmente basada en el griego bizantino, se cambió con la influencia del alemán y el francés en los siglos XVII y XVIII.

## Descripción lingüística

### Clasificación
El ruso es un idioma eslavo, de la familia indoeuropea. Teniendo en cuenta solamente el habla, las lenguas más semejantes son el bielorruso y el ucraniano, las otras lenguas nacionales en el grupo eslavo oriental.
El vocabulario básico, la morfología y el estilo literario han sido influidos por el antiguo eslavo oriental y el eslavo eclesiástico, lengua del grupo eslavo meridional que era usado por la Iglesia ortodoxa rusa. Por eso, mucho del actual vocabulario literario es más semejante al búlgaro que al ucraniano o al bielorruso. Sin embargo, las formas del eslavo oriental permanecen en los varios dialectos, resultando en casos en que se usan ambas formas, con sentidos ligeramente diferentes (cf. huir y fugir).

### Fonología
El sistema fonológico del ruso es una herencia del eslavo común, pero sufrió un gran número de cambios en sus primeras etapas históricas, antes de establecerse de manera global hacia el siglo XV.
El idioma tiene cinco vocales, que a su vez corresponden dos letras a cada una, dependiendo de si palatalizan a la consonante previa o, en contextos de inicio de palabra, si presentan un apéndice palatal articulado como /j/.
Las consonantes, asimismo, pueden clasificarse en parejas según se realicen palatalizadas o no.
La lengua estándar, basada en el dialecto moscovita, tiene un acento prosódico muy fuerte y una modulación moderada del tono (el cual, no obstante, no actúa como diferenciador léxico).
Las vocales tónicas se alargan hasta cierto punto en ciertos contextos fonológicos y según las necesidades expresivas y entonativas, mientras que las vocales átonas tienden a reducirse a una schwa.
Los grupos consonánticos de tres o más elementos suelen simplificarse.
Los diferentes dialectos pueden mostrar variaciones radicales en la fonética.

### Gramática
El ruso es una lengua flexiva y sintética típica de las lenguas fusionantes, aunque se ha nivelado considerablemente. Entre las características básicas más destacadas están las siguientes:
- Morfología nominal y verbal altamente flexiva.
- Una sintaxis que, para el lenguaje literario, es la fusión consciente de tres elementos
  - Un origen vernáculo.
  - La herencia del lenguaje litúrgico de la Iglesia ortodoxa rusa.
  - Estilo europeo occidental.
- El lenguaje hablado ha sido notablemente influido por el literario, pero conserva formas características. Los dialectos poseen muchos elementos gramaticales que no son estándar, de los cuales algunos se tratan de arcaísmos ya descartados por el lenguaje literario.

### Nombres patronímicos o patrónimos
Los rusos poseen un nombre patronímico (patrónimo) compuesto por el nombre de pila del padre más los sufijos ich (ич), óvich (oвич) o évich (eвич), que significan «hijo de», el equivalente para las mujeres son ichna (ична), ovna (овна) o evna (евна), «hija de». Por último, en el apellido de la familia existe la distinción entre hombre y mujer: ov (oв), ev (eв) o in (ин), para los hombres, y ova (oвa), eva (eвa) o ina (ина), para las mujeres.
Por ejemplo: Fiódor Mijáilovich Dostoyevski (hijo de Mijaíl) o Zhanna Vladímirovna Kopylova (hija de Vladímir); Dmitri Yúrievich Ivanov (hijo de Yuri Ivanov, masculino) o Yekaterina Yúrievna Ivanova (hija de Yuri Ivanov, femenino); Vladímir Ilich Uliánov (Lenin) (hijo de Iliá Uliánov, masculino) o María Ilínichna Miloslávskaya (hija de Iliá Miloslavski, femenino).

### Vocabulario
El número total de palabras en ruso es difícil de calcular dada la habilidad de aglutinar y crear múltiples compuestos, diminutivos, etc.
A modo ilustrativo se listan a continuación el número de palabras que recogen los diccionarios más importantes de los últimos dos siglos, así como el vocabulario total de Aleksandr Pushkin:
| Obra                           | Año       | Palabras   | Notas |
| ------------------------------ | --------- | ---------- | --- |
| Diccionario académico, I Ed.   | 1789-1794 | 43 257     | Ruso y eslavo eclesiástico con algunas palabras pertenecientes al antiguo eslavo oriental                                                 |
| Diccionario académico, II Ed   | 1806-1822 | 51 388     | Ruso y eslavo eclesiástico con algunas palabras pertenecientes al antiguo eslavo oriental                                                 |
| Obra de Pushkin                | 1810-1837 | 21 197     | - |
| Diccionario académico, III Ed. | 1847      | 114 749    | Ruso y eslavo eclesiástico con algunas palabras pertenecientes al antiguo eslavo oriental                                                 |
| Diccionario de Dahl            | 1880-1882 | 195 844    | 44 000 entradas agrupadas lexicalmente; intento de catalogar a la lengua vernácula, incluyendo algunas palabras bielorrusas o ucranianas. |
| Diccionario de Ushakov         | 1934-1940 | 85 289     | Lengua actual con algunos arcaísmos |
| Diccionario académico          | 1950-1965 | 120 480    | Diccionario completo del idioma moderno                                                                                                   |
| Diccionario de Ózhegov         | 1991      | 61 458     | Lenguaje más o menos moderno |
| Diccionario de Lopatin         | 2013      | c. 200 000 | Lenguaje actual |

Los filólogos han estimado que hoy en día el idioma puede contener entre 350 000 y 500 000 palabras.

### "Русский" o "руский"
Como inciso histórico, Vladímir Dal todavía insistía en la segunda mitad del siglo XIX que la escritura correcta del adjetivo русский, que se usaba uniformemente para referirse todos los súbditos eslavos del imperio, así como al idioma oficial, era руский, con una с (s), de acuerdo con la tradición y lo que él acuñó como «el espíritu del lenguaje».
Le contradijo el filólogo Grot, quien afirmó que se distinguían perfectamente las eses geminadas.